# Pājaro Sunrise

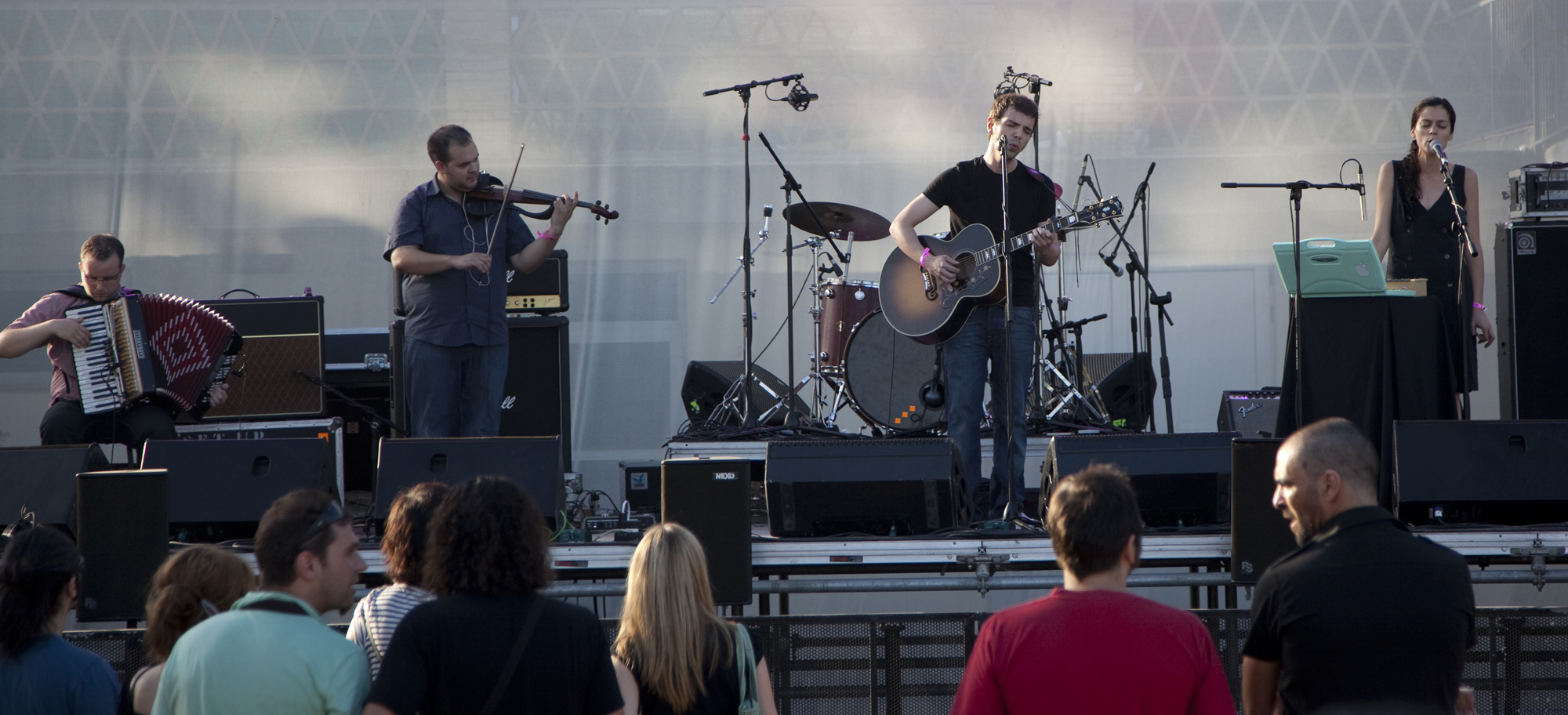
Pājaro Sunrise

Pājaro Sunrise is een Spaans muziekduo bestaande uit Yuri Méndez en Pepe Lopez. De groep maakt singer-songwriter- en surfmuziek. Het eerste album kwam uit in november 2006 en heette tevens Pājaro Sunrise. Het album kwam uit op het van oorsprong rumba-label Lovemonk records en was geproduceerd, opgenomen en gemixt bij het duo thuis. De plaat werd wereldwijd verkocht en het duo maakte een tour door Europa. "Premios de la Noche en Vivo" nomineerde de groep als de beste Spaanse liveact van 2006 en 2007.
Het tweede album, done/undone kwam uit in maart 2009. Het album bestaat uit twee cd's, eentje die staat voor de dingen die eindigen in het leven ("done") en een die staat voor de mogelijkheden die daar weer uit ontstaan ("undone").